# Antony Bek (Patriarch)

Wappen von Antony Bek als Bischof von Durham

Antony Bek (* um 1245; † 3. März 1311 in Eltham Palace, Kent) war Bischof der englischen Diözese Durham und Titularpatriarch von Jerusalem. Ungeachtet seiner kirchlichen Ämter war er lange Jahre ein vertrauter Militärkommandant und Diplomat im Dienst von König Eduard I.

## Herkunft
Antony Bek war der dritte Sohn des Landadligen Walter Bek, Gutsherr von Eresby in Lincolnshire. Sein beiden älteren Brüder waren John Beke, 1. Baron Beke und Thomas Bek, der spätere Bischof von St Davids.

## Aufstieg im Dienst von Eduard I.
Vermutlich um 1265 trat Bek in den Dienst des Königs, als er während des Zweiten Kriegs der Barone nach dem Sieg des Königs in der Schlacht von Evesham zusammen mit dem Verwalter des Earls of Lincoln beschlagnahmte Besitzungen der Rebellen untersuchen sollte. 1266 diente er weiter als Beamter des Königs, ehe er zwischen 1267 und 1270 bei seinem Bruder Thomas in Oxford wohnte. Dort lebten sie in einem Haus, das zuvor Walter of Merton dem neu gegründeten Merton College gestiftet hatte. Merton war mit den Beks verwandt, ob die Brüder auch an dem College studiert haben, kann nicht belegt werden. Ab 1270 nahm er am Kreuzzug des Prinzen Eduard teil. Als Lord Eduard im Juni 1272 durch ein Attentat lebensgefährlich verletzt worden war und operiert werden musste, ernannte ihn Eduard zusammen mit Robert Burnell zu einem seiner acht Testamentsvollstrecker. Im Falle des Todes von Lord Eduard und von König Heinrich III. sollten die acht bis zur Volljährigkeit des ältesten Sohnes von Eduard die Regierung von England übernehmen. Nach der Rückkehr von Eduard, der inzwischen nach dem Tod seines Vaters König geworden war, nach England wurde Bek 1274 zeitweilig Verwalter der königlichen Garderobe. Dieses Amt überließ er jedoch seinem Bruder Thomas, worauf Bek im Januar 1275 zum Constable of the Tower ernannt wurde. Da der Tower of London auch als königliches Arsenal diente, hatte Bek in der Folge wesentlichen Anteil an den Vorbereitungen für den Feldzug von König Eduard nach Wales. Nach dem Sieg des Königs über die walisischen Fürsten gehörte Bek zu den drei englischen Unterhändlern, die den Vertrag von Aberconwy aushandelten. Dazu diente er mehrmals als Gesandter des Königs, der unter anderem im Ausland über Kredite für die Feldzüge des Königs verhandelte. 1282 schickte ihn der König zusammen mit John de Vescy nach Aragon, wo er die einleitenden Verhandlungen über eine Hochzeit von Prinz Alfonso, einem Sohn von König Peter, und Eduards ältester Tochter Eleonore führte.

## Geistliche Karriere
Der König belohnte Bek mit der Übertragung von zahlreichen Pfründen und geistlichen Ämtern. 1276 wurde Bek Präzentor von York Minster und Archidiakon von Durham. Da er damit eindeutig gegen das Verbot der geistlichen Ämterhäufung verstieß, wies ihn Erzbischof John Pecham von Canterbury 1281 scharf darauf hin, dass er ohne einen päpstlichen Dispens für seine Ämterhäufung nie als Kandidat für ein Bischofsamt in Frage käme. In diesem Jahr machte Erzbischof Wickwane von York einen Versuch, eine Visitation der Diözese Durham durchzuführen. Abgesehen von einer Visitation während einer Vakanz war dies bislang beispiellos, so dass die Kanoniker des Kathedralkapitels verlangten, dass Bischof Robert of Holy Island von Durham als ihr offizieller Abt an der Visitation teilnehmen müsse. Papst Martin IV. beauftragte daraufhin mehrere geistliche Richter, um die Beschwerden in Durham anzuhören, was König Eduard I. als skandalöse Einmischung in die kirchlichen Angelegenheiten Englands betrachtete. Der König sandte Bek als Vermittler nach Durham, und zunächst schien eine Einigung möglich. Da starb im Juni 1283 Bischof Robert von Durham, worauf Erzbischof Wickwane versuchte, während der nun folgenden Vakanz die Visitation durchzuführen. Angesichts der verwickelten Lage empfahl der König dem Kathedralkapitel, Bek sofort zum neuen Bischof von Durham zu wählen. Am 9. Juli 1283 wurde Bek zum Bischof gewählt, was Erzbischof Wickwane am 1. September bestätigen musste. Am 9. Januar 1284 wurde Bek in York in Anwesenheit des Königs zum Bischof geweiht, bei der Zeremonie wurde auch der Leichnam des heiligen Wilhelm von York an eine neue Stelle im York Minster umgebettet, wofür Bek die Kosten übernahm. Der Streit über die Zuständigkeit des Erzbischofs von York über die Diözese Durham wurde erst 1286 beigelegt, indem festgelegt wurde, dass das Erzbistum nur während einer Vakanz Zuständigkeiten besitzt. Zu diesem Zeitpunkt war Wickwane bereits tot.

## Loyaler Unterstützer des Königs

### Verwicklung in den Schottischen Thronfolgestreit

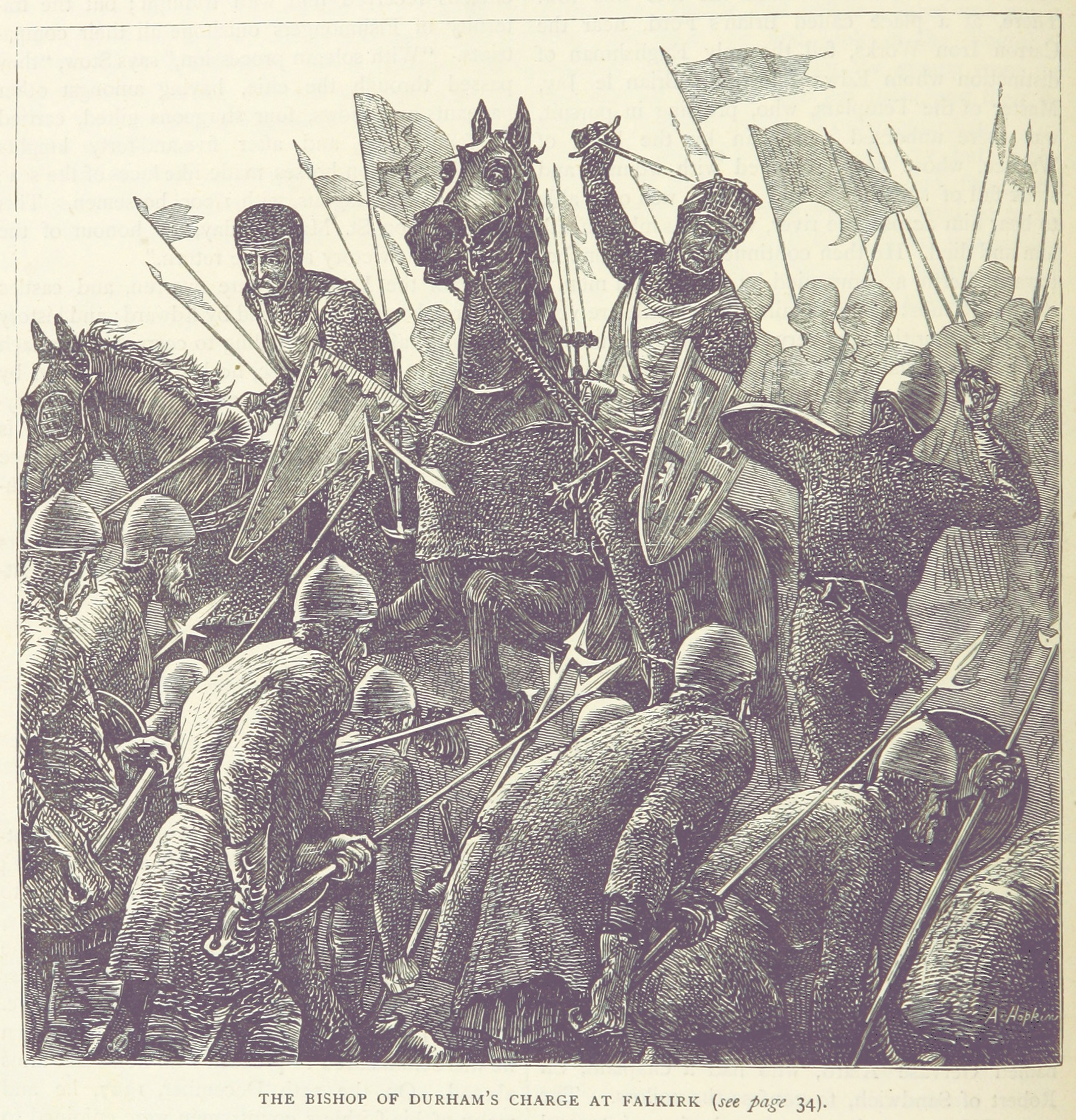
Antony Bek in der Schlacht von Falkirk. Historisierende Darstellung von 1873

Auch als Bischof blieb Bek im Dienst des Königs. Er gehörte zu den Beauftragten, die nach dem plötzlichen Tod von König Alexander III. von Schottland mit den schottischen und norwegischen Gesandten über die schottische Thronfolge verhandelten und 1290 den Vertrag von Northampton aushandelten. Als die Thronerbin Margarete von Norwegen im September 1290 starb, konkurrierten mehrere Anwärter auf den schottischen Thron. Daraufhin wurde der englische König gebeten, als Vermittler zu fungieren. Im Mai 1291 nahm der König die Aufgabe an, wobei Bek als sein Sprecher diente. Bek empfahl, sowohl die englischen wie auch die schottischen Gebräuche bei der Bestimmung des Thronerben zu beachten. Ein Auswahlgremium bestimmte schließlich John Balliol als rechtmäßigen Erben. Als Lord von Barnard Castle war Balliol ein Vasall von Bek. Balliol schwor am 19. November 1292 in Norham Castle dem englischen König die Treue und wurde in Beks Anwesenheit am 30. November zum schottischen König gekrönt. In der Folge war Bek der Verbindungsmann zwischen den beiden Königen, bis König John im Juli 1295 von seinen schottischen Beratern überredet wurde, ein Bündnis mit Frankreich zu schließen.

### Militär im Krieg gegen Frankreich und Schottland
Die traditionell schwierigen französisch-englischen Beziehungen waren seit Mai 1293 angespannt. Nach weiteren Streitereien besetzte König Philipp IV. von Frankreich im Februar 1294 die den englischen Königen gehörende Gascogne, worauf es zum Französisch-Englischen Krieg kam. Der König beauftragte Bek, in Flandern, in den Niederlanden und im Deutschen Reich Söldner anzuwerben. Für diese Aufgabe wendete Bek £ 60.000 auf. Im Sommer 1294 führte Bek zusammen mit John of Sandford, dem Erzbischof von Dublin, geheime Verhandlungen mit dem römisch-deutschen König Adolf von Nassau. Im April 1295 begleitete Bek den englischen König zunächst nach Anglesey, wo es zu einem walisischen Aufstand gegen die englische Herrschaft gekommen war. Im August 1295 sprach Bek für den König im Parlament und verteidigte gegen die Gesandten des Papstes, die auf einen Frieden drängten, den Krieg mit Frankreich, da Eduard I. durch Verträge zur Unterstützung von König Adolf von Nassau verpflichtet sei.
Zu diesem Zeitpunkt wurde bekannt, dass Schottland das Bündnis mit Frankreich erneuert hatte, womit es zum ersten Schottischen Unabhängigkeitskrieg kam. Zusammen mit John de Warenne, 6. Earl of Surrey wurde Bek zum Hüter von Nordengland ernannt. Im März 1296 steuerte die Diözese Durham 500 Reiter und 1000 Fußsoldaten für den Feldzug nach Schottland bei, an dem auch Bek selbst teilnahm. Als Vertreter des Königs nahm er dabei im Juli 1296 die Unterwerfung von John Balliol entgegen. Nach diesem Erfolg in Schottland wandte sich der König wieder dem Krieg mit Frankreich zu. Im Mai 1297 berief der König das Aufgebot der Diözese Durham, wozu 30 Knights Banneret gehören sollten, für den Feldzug nach Frankreich. Bek bürgte für eine Reihe schottischer Adliger, die an diesem Feldzug teilnehmen wollten. Bek gehörte zum Gefolge des Königs, als dieser im Oktober 1297 in Flandern Verhandlungen über einen Waffenstillstand mit Frankreich aufnahm. Nach dem Abschluss des Waffenstillstands mit Frankreich hatte Eduard I. wieder die Möglichkeit, gegen die Schotten vorzugehen, die während seiner Abwesenheit in Nordengland eingefallen waren. Bis Juli 1298 war das englische Heer bis Roxburgh vorgerückt. Bek diente dabei als Kommandant eines Teils des englischen Heeres, das Dirleton Castle am Südufer des Firth of Forth eroberte. Anschließend schloss sich Bek wieder dem englischen Hauptheer an und kämpfte als einer der englischen Kommandanten am 22. Juli in der Schlacht von Falkirk. Nach diesem englischen Sieg war die schottische Rebellion gegen die englische Oberherrschaft zunächst niedergeschlagen.

## Wirken als Bischof von Durham

### Bildung des County Palatine of Durham
Angesichts seiner Verpflichtungen gegenüber dem König kümmerte sich Bek in den ersten Jahren seiner Amtszeit nur wenig um seine Diözese. Unter ihm wurden 1284 Kollegiatstifte in Lanchester und 1286 in Chester-le-Street gegründet, dazu wurde 1293 das Stift von St Andrew in Auckland wiederbelebt. Diese Stiftsgründungen dienten vor allem, um Benefizien für Beamte des bischöflichen Haushalts zu schaffen.
Als Bischof wollte Bek angesichts seiner Erfahrungen in der königlichen Verwaltung deren Arbeitsweise ebenfalls im County Durham einführen. Im Frühjahr 1293 erklärte er in Newcastle, dass der königliche Sheriff von Northumberland für die Region zwischen den Flüssen Tyne und Tees nicht zuständig sei, ebenso nicht in Norhamshire, Islandshire und Bedlingtonshire, den Ländereien der Diözese, die nördlich des Tyne lagen. Eine offizielle Anfrage anlässlich eines Konflikts mit Erzbischof John le Romeyn von York bestätigte, dass der Bischof von Durham im Gegensatz zu anderen Baronen für seine Ländereien eigene Justizbeamten ernannte, selbst die Strafverfolgung ausübte und das Recht zur Verurteilung zum Tod und zur Begnadigung hatte. Dazu hatte er das Münzrecht. Diese Privilegien wurden im Oktober 1293 vom Parlament bestätigt, und in der Folge galt das County Durham als County Palatine. Dazu übernahm er in der Praxis das Recht, die Besitzungen von Verrätern zu beschlagnahmen, Vormundschaften zu vergeben, Gefangene zu inhaftieren und über gestrandete Schiffe zu verfügen. König Eduard I. war gewillt, Bek diese Privilegien zu gewähren, so lange er Truppen und Gelder für den Krieg gegen Schottland beisteuerte.

### Konflikt mit dem Kathedralkapitel
1299 kam es in der Diözese zu einer ernsthaften Krise. Hatte Bek noch 1281 das Kathedralkapitel von Durham unterstützt, als es sich gegen eine Visitation des Erzbischofs von York wehrte, wollte er nun selbst dem Kathedralkapitel eine Visitation abstatten. Die Kanoniker wehrten sich auch gegen diesen Kontrollbesuch und baten den König, zu ihren Gunsten einzugreifen. Die Gentry der Diözese nutzte diesen Aufruhr, um ebenfalls gegen die strenge Herrschaft Beks und die steigenden Belastungen durch die Kriegsdienste zu protestieren. Bek kündigte daraufhin im Mai 1300 eine offizielle Visitation des Kathedralkapitels an. Dessen Prior Richard Hoton wandte dagegen ein, dass der Bischof nur zu einem einfachen Besuch berechtigt sei. Als er sich weiterhin gegen Beks Besuchsankündigung wehrte, wurde er vom Bischof exkommuniziert. Das Kathedralpriorat wurde zunächst von Truppen des Bischofs blockiert und schließlich gewaltsam gestürmt. Hoton wurde gefangen genommen und von Bek abgesetzt. Er konnte jedoch aus der Gefangenschaft entkommen und protestierte beim König und bei Papst Bonifatius VIII. gegen Beks Vorgehen. Bek verlor nun die Gunst des Königs. Im Juni 1301 musste er sich vor dem König bei einem Treffen in Tynemouth rechtfertigen, da er einen königlichen Boten abgefangen hatte, der einen königlichen Schutzbrief für das Kathedralpriorat sowie für die Ländereien von Hoton übergeben sollte. Bek gestand ein, einen Fehler gemacht zu haben, lehnte aber eine Vorladung des Papstes ab, nach der er sich bei der Kurie für die Absetzung Hotons verantworten sollte. Im April 1302 veröffentlichte Subprior Richard Kellaw einen Brief des Papstes, der Hoton wieder als Prior einsetzte. Dies wurde jedoch von den Beamten des Bischofs gewaltsam verhindert. Im Mai 1302 brach Bek daraufhin nach Rom auf, um der Kurie seine Sicht des Streits mit dem Kathedralkapitel vorzutragen. Papst Bonifatius VIII. konnte von Bek überzeugt werden, dass Hoton abgesetzt werden musste und entschied im Juli 1302, dass der Bischof dem Kathedralpriorat eine Visitation abstatten dürfe. Dabei sollte er aber nur von zwei oder drei Beamten begleitet werden dürfen, von denen einer ein Benediktinermönch sein müsse, dazu musste ein Notar bei der Visitation anwesend sein. Nach diesen Bestimmungen führte Bek im Februar 1309 eine Visitation des Kathedralkapitels durch. Prior Tanfield, der Nachfolger des 1308 verstorbenen Richard Hoton, verzichtete zu Beks Gunsten auf das Recht, bislang erfolgte Verfehlungen von Kanonikern des Kathedralkapitels selbst zu untersuchen.
Angesichts der Abwesenheit des Bischofs hatte der König, der Bek weiterhin zürnte, am 7. Juli 1302 die Temporalien des Bistums beschlagnahmen und die Beamten Beks wegen Amtsmissbrauch vor Gericht stellen lassen. Als Verwalter hatte er Robert de Clifford, 1. Baron de Clifford eingesetzt. Die Einwohner von Durham, angeführt von den Adligen Ranulph Neville of Raby und John Marmaduke of Horden hatten darauf eine Charta verlangt, in der die Rechte des Bischofs ihnen gegenüber festgelegt würde. Nach seiner Rückkehr erklärte sich Bek im Mai 1303 schließlich einverstanden, verschiedene Rechte wie seine Forsthoheit einzuschränken. Der König bestätigte dabei das Recht des Bischofs, Vormundschaften zu vergeben sowie die Pflicht des militärischen Aufgebots der Diözese, auch außerhalb der Ländereien der Diözese zu kämpfen. Im Juli 1303 kam es zu einer Versöhnung zwischen dem Bischof und den Einwohnern von Durham, und Bek übernahm wieder die Verwaltung seiner Ländereien.

### Späteres Leben
Anstatt nun angesichts der weiter angespannten Lage weiterhin auf einen Ausgleich hinzuarbeiten, kehrte Bek im August 1303 nach Rom zurück, um das Verfahren gegen Hoton weiter zu betreiben. In Durham kam es während seiner Abwesenheit zu einem Streit mit dem königlichen Schatzamt. Beks Beamte wollten für die Zeit, in der Durham auf Anordnung des Königs besetzt gewesen war, keine Steuern und Abgaben an den König zahlen. Das königliche Schatzamt versuchte dagegen, diese offene Abgaben, Strafzahlungen sowie Schulden in Höhe von über £ 6000 einzutreiben. Dazu setzte es in Hartlepool, das zu Durham gehörte, eigene Zöllner ein. Im März 1305 ernannte der König zwei Richter, die sich den Klagen gegen Bek in Durham annehmen sollten. Im Dezember 1305 übergab Eduard I. die Verwaltung von Durham wieder an Robert de Clifford, doch nach seinem Tod übergab sein Sohn und Nachfolger Eduard II. Durham im September 1307 wieder an den zurückgekehrten Bek. Als Robert the Bruce sich zum schottischen König erhob und den Kampf gegen die englische Oberherrschaft fortführte, beschlagnahmte er die Ländereien der Diözese bei Hartlepool. Da der Bischof nicht in der Lage war, seine Gebiete zu schützen, gab Eduard II. Hartlepool als Lehen an Robert de Clifford, so dass den Bischöfen von Durham dort nur die formale Oberhoheit blieb. Auch Barnard Castle, das zunächst im Besitz des schottischen Thronanwärters Balliol war, fiel nach einer kurzen Zeit im Besitz von Bek an Guy de Beauchamp, 10. Earl of Warwick. Dieser und seine Nachfolger wehrten in der Folge die Ansprüche der Diözese auf die Burg ab. Die anderen Besitzungen des County Palatine of Durham behielten jedoch ihre Sonderrechte, bis sie 1536 durch Heinrich VIII. und endgültig unter Wilhelm IV. 1836 aufgehoben wurden.
Papst Clemens V. ernannte Bek im Februar 1306 zum Patriarchen von Jerusalem. Auch wenn das Patriarchat nach der Rückeroberung der Kreuzfahrerstaaten durch die Muslime nur ein Titularpatriarchat war, galt Bek nun formal als der führende Prälat Englands. Mit dem Titel erhielt Bek vom Papst die Aufgabe, die Inquisition gegen den Templerorden in England, Schottland und Irland zu leiten. Im Januar 1308 reiste er nach Boulogne, wo König Eduard II. seine französische Braut heiratete. Dort gehörte er zu den Führern einer Gruppe von Adligen, die im sogenannten Boulogne Agreement ihre Sorge und auch ihre Unzufriedenheit über die Politik des Königs kundtaten.

## Tod und Nachwirkung
Bek starb im Eltham Palace bei London, den er 1305 vom König geschenkt bekommen hatte. Beks Leichnam wurde nach Durham überführt und am 3. Mai 1311 in der Kathedrale von Durham beigesetzt. Seine Beisetzung war damit die erste Beisetzung in der Kathedrale seit der Überführung der Gebeine von Cuthbert von Lindisfarne 1104. Bek war persönlich tapfer gewesen und hatte ein bemerkenswertes Charisma besessen, was ihm die Freundschaft von Eduard I. einbrachte. Er galt als extravagant und umgab sich mit einem großen Gefolge, soll aber keusch gelebt haben. Als Bischof von Durham war Bek ein reicher Mann gewesen. In Durham Castle baute er die prächtige Wohnhalle im Westflügel, und als weitere Bischofsresidenz baute er Auckland Castle aus. Bereits vor seiner Wahl zum Bischof hatte er 1281 mit dem Bau von Somerton Castle in Lincolnshire begonnen, das er nach seiner Wahl zum Bischof dem König übergab. Bei seinem Tod soll er persönlichen Besitz im Wert von £ 4000 besessen haben. König Eduard II. sicherte sich aus seinem Nachlass 240 Pferde aus dem berühmten Gestüt von Weardale, später kaufte er aus dem Nachlass Goldgeschirr für £ 1383 sowie für £ 500 die Zelte, die Bek für seine Feldzüge angeschafft hatte. Diese umfassten zwei Wohnzelte und drei Nebenräume, eine Kapelle und zehn Zelte als Stallungen für die Streitrösser, Zelter und Lastpferde des Bischofs. Zögerlich bezeichneten die Kanoniker des Kathedralkapitels ihn später als Heiligen, eine offizielle Kanonisation wurde jedoch nie angestrebt.